# 中央区コミュニティバス
中央区コミュニティバス（ちゅうおうくコミュニティバス）は、東京都中央区が運行するコミュニティバス。愛称は「江戸バス」で、通常は「江戸バス」と案内される。
2009年（平成21年）12月1日運行開始。当初は2010年度からの運行予定であったが、前倒しでの開業となった。運行開始時よりから日立自動車交通に運行を委託している。

## 概要
「北循環」と「南循環」の2ルートがあり、いずれも循環路線である。各停留所には中央区役所から順に停留所番号が振られている。
携帯電話やパソコンから運行状況が確認できるバスロケーションシステムがある。
- PC：
- 携帯電話：
携帯サイトからのみのサービスだが、指定のバス停にバスが接近した情報をメールで知らせる「接近メール」というサービスもある。

## 沿革
- 2008年
  - 7月30日 - 第1回コミュニティバス導入検討会を築地社会教育会館で開催。
  - 10月30日 - 第2回コミュニティバス導入検討会を築地社会教育会館で開催。
  - 12月1日 - コミュニティバス導入基本計画について、区の窓口、電子メール、ファクス等を通してパブリックコメントを実施（翌2009年1月7日まで）。
- 2009年
  - 2月26日 - 第3回コミュニティバス導入検討会を中央区役所・大会議室で開催。
  - 7月31日 - 第4回コミュニティバス導入検討会を銀座ブロッサム（中央会館）7階・マーガレットで開催。
  - 11月29・30日 - 中央区役所前で運行開始記念式を開催、お試し乗車や幼児の落書きバスなどのイベントが行われた。
- 12月1日 - 運行開始。
- 2011年1月8日 - ダイヤ改正実施。北循環で一部ルート変更。毎日停車するバス停2箇所、土日祝のみ停車するバス停1箇所を新設。「北循環(27) 新川二丁目」と「南循環(9) マイホーム新川」が無料乗り継ぎできるようになる。
- 2012年7月14日 - ダイヤ改正実施。南循環で一部ルート変更。毎日停車していたバス停2箇所を廃止。平日のみ停車するバス停3箇所、土日祝のみ停車するバス停6箇所を新設。「北循環(2)・南循環(30) 新富二丁目」が無料乗り継ぎできるようになる。

## 運行内容

### 運賃・乗車券類
- 運賃は大人・小人とも100円均一（未就学児童および区内在住の障害者手帳提示は無料）。運賃の支払いは下記の方法で利用できる。
  - 現金（紙幣は1000円札のみ対応）
  - 専用回数券 - 11枚綴りで1,000円。車内で購入可。
  - 専用一日乗車券 - 300円。車内で購入可。
  - 1ヶ月定期券 - 両方の路線が使えて1ヶ月3,000円。持参人式。
  - 1ヶ年定期券「協賛定期券」 - 両方の路線が使えて1ヶ年30,000円。個人協賛を兼ねた定期券。プレミアム仕様としてプラスチック製カードとなっている。持参人式。日立自動車交通でのみ販売。
  - 交通系ICカード - PASMO・Suicaのみ利用できる。利用履歴には「日立自交」と表示される。バス利用特典サービスも対象。車内で無記名PASMOを販売している。
- 東京都シルバーパスは利用不可。
- 毎年10月下旬または11月上旬の「中央区まるごとミュージアム」開催日は無料開放される[1]。

### 江戸バス乗車券販売所
回数券・一日乗車券・1か月定期券を以下の店舗で販売している。括弧内は江戸バスの最寄りバス停留所名。
- 有限会社　川名薬局（北15 馬喰横山駅）
- 有限会社　伊東眼鏡店（南2 祝橋）
- 聖路加国際病院地下売店（南5 聖路加国際病院）
- 宮本たばこ店（南12 月島スポーツプラザ）
- 株式会社　ロイヤルパークホテル（北21A 蛎殻町二丁目 土日祝のみ停車。平日は北22 蛎殻町一丁目水天宮前駅）

### 乗継割引制度
以下の停留所で無料乗り継ぎが可能である。乗車時に乗務員に申し出て乗継券を受け取る。
- 北循環(1)・南循環(1) 中央区役所：北循環→南循環、南循環→北循環
- 北循環(4) 八重洲通り東：水天宮前駅方面→東京駅八重洲北口方面のみ可能、それ以外の方向へは不可。
- 南循環(5) 聖路加国際病院：勝どき駅方面→月島方面のみ可能、それ以外の方向へは不可。
- 北循環(28) 新川二丁目･南(9) マイホーム新川：北循環→南循環、南循環→北循環。ただし両バス停は約500m離れている。
- 北循環(2)・南循環(30) 新富二丁目：北循環→南循環、南循環→北循環

## 路線

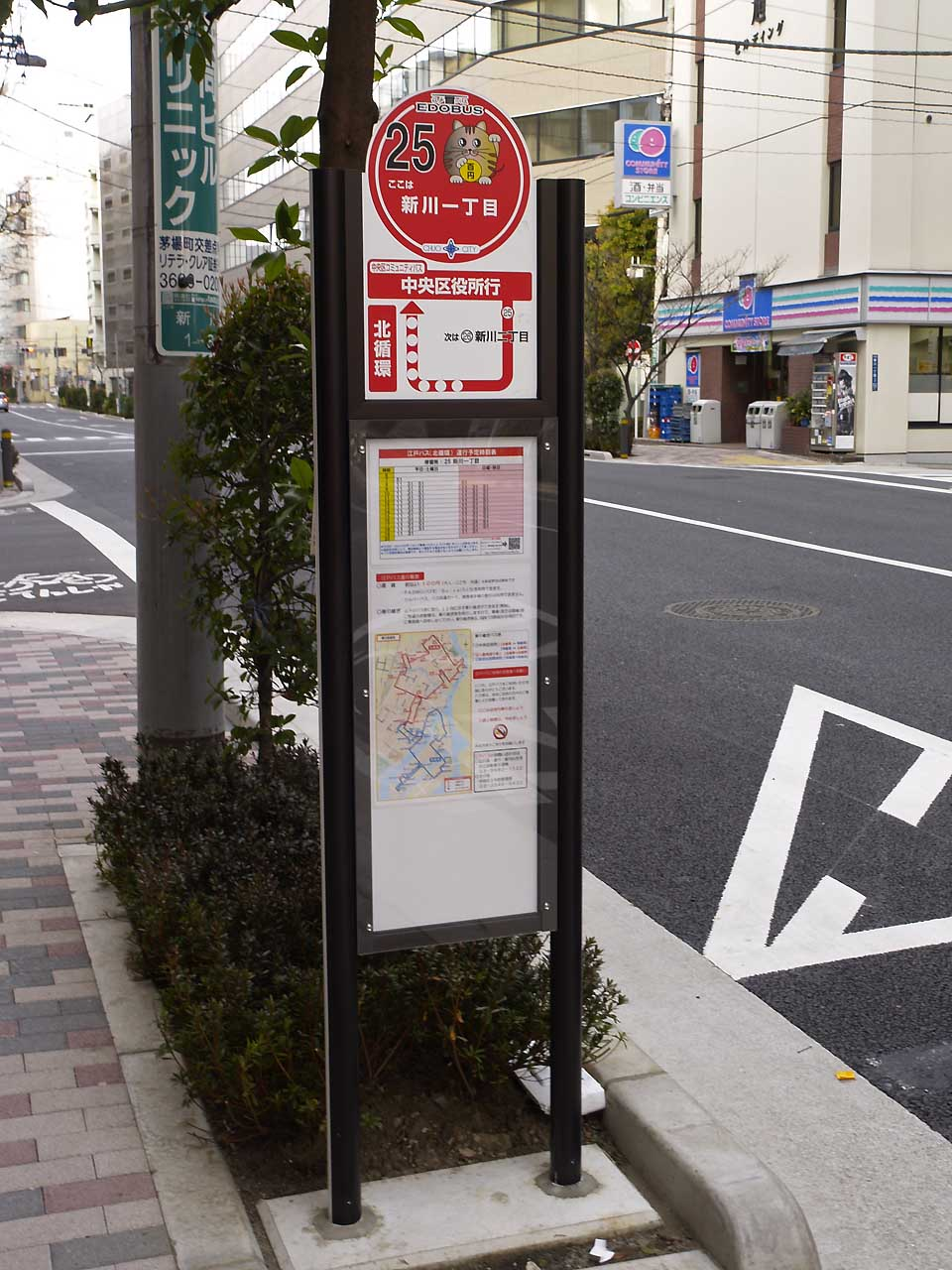
専用バス停ポール
北循環「新川一丁目」

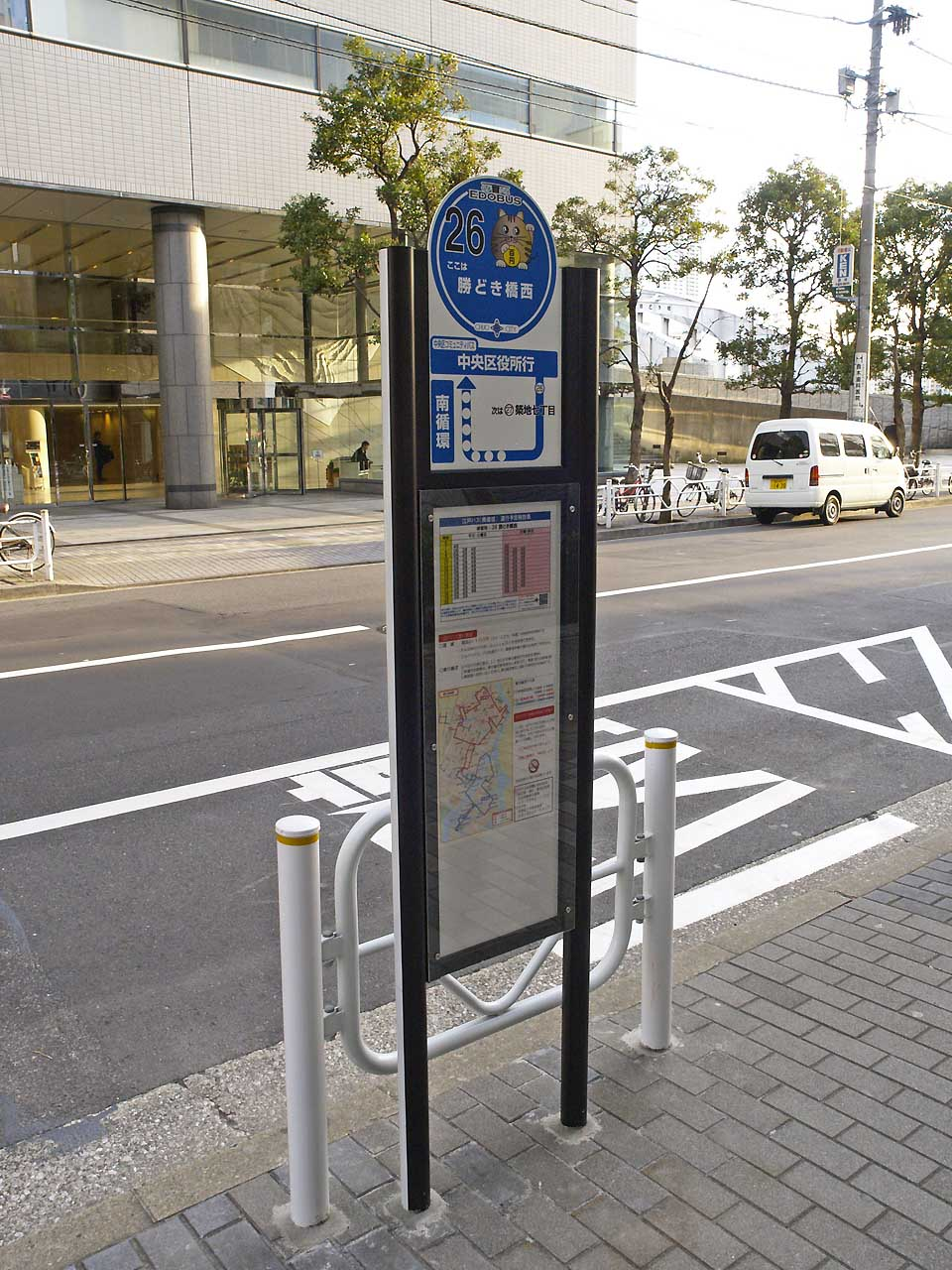
専用バス停ポール
南循環「勝どき橋西」

両ルートとも20分間隔での運行。主要停留所のみ記載。詳細は公式ウェブサイトを参照。

### 北循環
- (1)中央区役所→(3)八丁堀駅→(4)八重洲通り東→(6)東京駅八重洲北口→(12)日本橋保健センター→(15)馬喰横山駅→(17)浜町駅（明治座前）→(22)蛎殻町一丁目水天宮前駅→(28)新川二丁目→(4)八重洲通り東→(30)新富区民館→(1)中央区役所

一周の所要時間は約1時間10分。
八重洲通り東には、中央区役所方面へ向かうバスと東京駅方面へ向かうバスが同じバス停に停車する。
既存の都営バスの路線にできるだけ重複しない経路をとっている。

### 南循環
- (1)中央区役所→(3)築地本願寺→(5)聖路加国際病院→(9)マイホーム新川→(12)月島スポーツプラザ→(16)晴海区民館→(18)勝どき駅→(21)豊海町→(22)勝どき五丁目→(25)勝どき駅前→(5)聖路加国際病院→(1)中央区役所

一周の所要時間は約1時間5分。
聖路加国際病院には、中央区役所方面へ向かうバスと月島スポーツプラザ方面へ向かうバスが同じバス停に停車する。
既存の都営バスの路線と経路が重複する部分もある。

## 車両
運行開始時に、日野自動車製の小型ノンステップバス・ポンチョが9台導入された。車体には猫などのイラストが描かれ、小判には「百円」が描かれている。
そのうちの1両は運行開始記念式の際に幼児用の塗り絵・落書き用車両になり、開業からしばらくの間は塗り絵や落書きをまとった姿で運用されていた。
なお、中央区は品川ナンバー区域内だが、日立自動車交通の営業所（車庫）は足立区綾瀬にあるため、専用車両は足立ナンバーである。